# 大一统
大一统是中國自西周以来的一種尊崇各種制度统一的立國观念，例如历法统一、政令统一、國家統一、民族统一、思想统一、禮儀统一、度量衡统一、文字統一都屬於尊崇一统的大一統範疇。《公羊传》就曾經提到「大一统」這一觀念。孟子在战国时代提到「天下将定于一」。汉朝董仲舒支持政治上集中統一，並以春秋的「大一统」为依据，建议汉武帝罷黜百家，独尊儒术。「大一统」這一概念並非儒家獨有。